# Секон, Альберик
Альберик Секон (17 июня 1817, Ангулем — 2 июня 1887, Париж) — французский писатель-романист, драматург, журналист, редактор, чиновник.

## Биография
Альберик Секон родился в семье магистрата, который прочил ему юридическую карьеру, однако не чувствовал к этому никакого интереса и решил посвятить себя литературе и журналистике. Сотрудничал в издании Charivari, затем был редактором в l’Entr’acte, также сооснователем la Comédie parisienne, редактором и хроникёром в Figaro Grand Journal при Ипполите Вильмессане (был также сооснователем второго издания), а также хроникёром в l'Événement. В 1870 году возглавил издание l’Entr’acte. В период с 1840 по 1850 год служил также су-префектом Нижних Альп в Кастеллане. В 1859 году за свою журналистскую и литературную деятельность был награждён Орденом Почётного легиона, с 1865 по 1871 год был имперским комиссаром по театру «Одеон». В 1869 году ему было поручено написать слова к кантате в честь столетия со дня рождения Наполеона, которые были крайне негативно оценены современниками.
Его романы отличаются большей частью фантастичностью содержания. Наиболее известные: «Lettres cochinchinotses sur les hommes et les choses du jour» (1841), «Mémoires d’un poisson rouge» (1842), «Les petits mystères de l’opéra» (1844), «Contes sans prétention» (1854), «Miseres d’un prix de Rome» (1868), «La semaine des quatre jeudis» (1872), «La vicomtesse Alice» (1873), «Les demoiselles Du Ronçay» (1874:), «Le roman de deux bourgeois» (1879). Из драматических произведений, которые Секон писал большей частью в сотрудничестве с другими лицами, имели успех: «Un dragon de vertu» (1839), «Le droit d’aonesses» (1842), «English spoken» (1855), «Une vendetta parisienne» (1869), «Un maotre en service» (1872), «La vie facile» (1881), «La vicomtesse Alice» (1885).